# 张德江
张德江（1946年11月4日— ），辽宁台安人，中国共产党、中华人民共和国政治人物，原正国级领导人，中共第十六至十八届中央政治局委员、第十八届中央政治局常务委员会委员（位列第三）。曾任第十二届全国人大常委会委员长，中共中央港澳工作协调小组组长、中央国家安全委员会副主席。2008年—2013年间，曾出任国务院副总理（排名第三），分管工业、电信、能源及交通等重要经济领域，兼任国务院安全生产委员会主任。此前，曾經先后担任吉林、浙江、广东及重庆4个省级行政区的党委书记。

## 经历

### 早年生涯
1968年11月，张德江响应中共中央关于“知识青年上山下乡”的号召，在吉林省汪清县罗子沟公社太平大队插队劳动；两年后，调汪清县革委会工作，任宣传组干事、机关团支部书记；并于1971年1月，加入中国共产党。1972年5月，张德江受推荐进入延边大学朝文系学习，成为工农兵学员，后担任过班级党支部书记；1975年毕业后，留校工作；历任延边大学朝鲜语系党总支副书记，校党委常委、革委会副主任。
1978年8月，张德江被派赴朝鲜民主主义人民共和国留学，就讀金日成综合大学经济系，并任留学生党支部书记。1980年8月回国后，出任延边大学党委常委、副校长。1983年8月，张德江37歲才离开校园，出任中共延吉市（县级市）市委副书记，开启从政之路。

### 主政地方
1985年，升任吉林省延边州委副书记；于1986年8月调中央工作，出任民政部副部长、党组副书记；1990年10月，回到吉林任省委副书记、兼延边州委书记；1995年6月，升任中共吉林省委书记；1998年1月起，还兼任吉林省人大常委会主任。
1998年9月，中共中央宣布，调张德江接任中共浙江省委书记。四年后，2002年11月的中共十六届一中全会上，张德江当选中共中央政治局委员，跻身党和国家领导人。会后不久，即接替李长春出任中共广东省委书记，其中共浙江省委书记一职由时任浙江省长习近平接任。
在任中共广东省委书记期间，张德江提出泛珠三角构想。同时，广东省也曾发生不少重大事件；包括，2003年爆发的SARS事件、孙志刚事件，2005年的太石村罢免事件、东洲事件，以及后来的南方都市报案。张德江在对这些事件上的处理手法，受到《多维新闻》撰稿人刘逸明的质疑。《苹果日报》认为，在2003年春，张德江涉隱瞞非典型肺炎疫情，令疫症在港擴散。这次疫情造成1,755人染病、299人死亡，包括8名醫護人員殉職。

### 国务院副总理
2007年10月的中共十七届一中全会，张德江连任中共中央政治局委员，并于2008年3月，進入溫家寶政府出任國務院副總理（排名第三），兼任国务院安全生产委员会主任。任职期间，曾于2009年负责指挥造成108人死亡的黑龙江鹤岗新兴煤矿爆炸事故事故抢救、善后处理及调查工作；2010年8月，负责指挥河南航空8387号班机空难事故抢救、善后处理及调查工作；2011年在处理温州动车追尾事故中，安监局的官员称张德江下令制止残骸掩埋。
王立军事件发生后，2012年3月15日，中共中央免去薄熙来的中共重庆市委书记职务后，宣布由张德江兼任。这是张德江第四次出任中共省级行政区的一把手。张德江在重庆就任市委书记后随即改变了薄熙来主政重庆时的部分政策，比如重新允许重庆电视台播放商业广告和停止唱红打黑。

### 全国人大委员长
2012年11月15日，66岁的张德江在中共十八届一中全会上当选中共中央政治局常委（排名第三），跻身最高领导层。2013年3月14日，在第十二届全国人民代表大会上接替吴邦国当选全国人大常委会委员长。2014年1月25日，出任中共中央国家安全委员会副主席。张德江任期内，全国人大废除了实行近50年的劳动教养制度，并通过《立法法》修正案，将立法公开原则写入法律。

### 主管港澳工作
2012年11月，中共十八屆一中全會後，張德江接任因習近平成為中央政治局常委當選總書記而空缺的中央港澳工作協調小組組長職務，開始成為中國共產黨和中央政府在香港和澳門的代表。
2017年2月，張德江和中共中央政治局委員、中共中央統戰部部長孫春蘭等中央港澳工作協調小組領導人，在深圳市與五大商會及多個建制派政黨負責人會面，傳達林鄭月娥為政治局「唯一」支持的下屆特首候選人。
2017年5月，張德江視察澳門，稱讚澳門準確貫徹一國兩制，嚴守《基本法》，維護中央主權安全與發展利益，又特別值得肯定的是澳門率先完成基本法第23條立法，將維護國家安全放在前列。

### 卸任
2017年10月25日，70岁的张德江在中共十九届一中全会后卸下中共中央政治局常委的职务，并在2018年3月举行的十三届全国人大一次会议后卸下全国人大委员长和中共中央港澳工作协调小组组长的职务退休，由栗战书和韩正分别接任全国人大委员长和中共中央港澳工作协调小组组长。

## 爭議

### 行為爭議
2016年9月29日，一向立場親中共兼有中資背景的《成報》，發表評論文章點名批評張德江，文章說主管港澳事務的中共中央港澳工作協調小組組長張德江，治港路線偏執強硬，搞敵我矛盾，造成社會嚴重撕裂，文章指出張德江主導的香港路線失誤，錯判形勢及民情，全國人大「8.31決定」，導致「佔中」爆發。
文章又指從2003年下令隱瞞非典型肺炎疫情，病毒從廣東擴散至香港，造成近300名港人染病死亡，可算是「香港世仇」，又形容張是香港「災星」，而張德江隱瞞疫情釀成大禍，廣東省衞生廳廳長黃慶道等官員被罷免，但張獲江澤民撐腰下不用問責。

### 訪問香港爭議
早於2016年5月17日至5月19日，張德江到訪香港出席一帶一路論壇，香港警方封閉多條道路，讓張的車隊更不止一次逆線行駛，導致交通出現擠塞和混亂，不守香港本地交通規則引人咎病。有香港眾志成員攔截張德江車隊。

### 言論爭議
2017年5月27日，張德江出席纪念香港特别行政区基本法实施20周年座谈会，稱「坚定不移推动‘一国两制’伟大事业继续前进。面对风险和挑战，要继续坚定不移贯彻落实基本法」、「要加强基本法宣传教育，在香港社会普遍树立起国家意识和法治意识，使广大香港同胞自觉尊重基本法、遵守基本法、捍卫基本法」、「樹立國家和法治意識」。惟香港大律師公會前主席石永泰質疑有關說法：「中國法治排名比香港低這麼多，為何還可以對香港法治指指點點？是不是很諷刺呢？」

## 讲话和报告
- 《在纪念荣毅仁同志诞辰100周年座谈会上的讲话》（2016年4月26日）
- 《在纪念香港特区基本法实施20周年座谈会上的讲话》（2017年5月28日）

## 家庭
张德江出身于农民家庭，父亲因为会理髮，上世纪70年代被延揽到吉林省委后勤做杂工，成为省委大院理髮的师傅。
- 妻子辛树森[14]。山东海阳人，1949年出生，本科就读于长春冶金建筑学院，研究生就读于东北财经大学，曾任中国建设银行副行长。[15]

有一女儿

## 荣誉

### 外国勋章奖章
- 秘鲁国会大十字荣誉奖章（秘鲁国会，2014年11月21日于利马颁发[16]）
- 友谊勋章（俄罗斯，2016年9月9日于北京颁发[17][18][19]）